# Grosvenor Bridge
Grosvenor Bridge, ook vaak Victoria Railway Bridge genoemd, is een spoorbrug over de Theems in Londen, tussen de Vauxhall Bridge en de Chelsea Bridge.
De brug bestaat uit twee delen die beide dateren uit het midden van de 19e eeuw. Het oostelijke deel werd aangelegd door de London, Chatham and Dover Railway tussen 1858 en 1860 ten behoeve van het spoorwegverkeer naar Victoria Station. Het was de eerste spoorbrug over de rivier in het centrum van de stad. Het westelijke deel werd aangelegd door de London, Brighton and South Coast Railway. De beide delen werden tussen 1963 en 1967 herbouwd in een stalen constructie, waarbij de oorspronkelijke bruggenhoofden in beton werden vervat.
Op de noordoever liggen de wijken Pimlico en Chelsea. Op de zuidoever liggen Nine Elms en Battersea. De energiecentrale Battersea Power Station ligt meteen ten zuiden van de brug.
Albert Bridge · Chelsea Bridge · Grosvenor Bridge · Vauxhall Bridge · Lambeth Bridge · Westminster Bridge · Hungerford Bridge · Waterloo Bridge · Blackfriars Bridge · Blackfriars Railway Bridge · Millennium Bridge · Southwark Bridge · Cannon Street Railway Bridge · London Bridge · Tower Bridge

Zie ook: Lijst van oeververbindingen van de Theems